# ذی‌خود (یمن)
 ذی خود  به عربی ( ذی الخُود ) دهستان بزرگی از توابع استان جَوف در کشور یمن و در شبه جزیره عربستان واقع می‌باشد. 

## جمعیت
جمعیتش در حدود ۳۱۶ نفر می‌باشد، پیشه مردم روستا کشاورزی و دامداری و تجارت است.

## منبع
- المقحفی، ابراهیم، احمد ، (مُعجَم المُدُن وَالقَبائِل الیَمَنِیَة) ، منشورات دار الحکمة، صنعاء، چاپ پنجم، وانتشار سال ۱۹۸۵ میلادی به (عربی).